# Definice
Definice (z latinského de = od, pryč a finis = hranice, tedy definitio = ohraničení, vymezení) je pokud možno jednoznačné určení významu nějakého pojmu. Pojem, který se definuje, je také nazýván definiendum (latinsky „co se má definovat“), zatímco popis významu definovaného pojmu se označuje jako definiens (latinsky „definující“). Předefinování (redefinice) pak označuje ustanovení nové definice nahrazující tu stávající.

## Klasická definice
Podle Aristotela je definice specifickým soudem, který má strukturu trojčlenného soudu (subjekt – kopula – predikát). Tvar definice je tedy "definiendum je definiens" . V symbolických zápisech se pro významovou rovnost definovaného výrazu s výrazem definujícím užívá znak {\displaystyle =_{def}} nebo {\displaystyle =_{df}} (čte se "definičně rovno").
V klasické (aristotelovské) definici má definiens dvě části:
1. nejbližší nadřazený pojem čili rod (lat. genus proximum) a
2. druhový rozdíl (differentia specifica) v rámci tohoto rodu.

Tak v definici "čtverec je čtyřúhelník pravoúhlý rovnostranný" je "čtverec" definiendum, "čtyřúhelník" je nejblíže nadřazený rod a "pravoúhlý rovnostranný" je druhový rozdíl, který čtverec odlišuje od jiných čtyřúhelníků.

## Další způsoby definování a hlavní typy definic
- předdefinitorní formy - nedostatečně precizní definice používané např. tehdy, když by bylo přesné definování zbytečné nebo kontraproduktivní (např. definování laikům nebo v případě, že význam definovaného pojmu je všem účastníkům komunikace dostatečně jasný apod.); např.:
  - pojmenování (Pes je toto. ...a ukážu prstem na psa)
  - vypočítávání (Zvířata jsou např. slon, kůň, pes, had, ...)
  - popis (Psychologie se zabývá vnímání, vztahy mezi lidmi, testováním schopností a působením reklamy na člověka. Při popisu tedy není rozlišeno, které vlastnosti jsou podstatné a které ne.)
  - porovnání se známým (Projekce v psychologii, to je jako když se obrázky z filmového pásu promítají na plátno. Podobně může někdo promítat svoje pocity a úmysly na jiného člověka - jako by je ten druhý měl.)
  - definování pomocí rozdílů (Projekce není totéž, co regrese, ani to není racionalizace.)

- nominální definice - význam definienda charakterizujeme definiensem, jehož význam je nám známý; je to řečení téhož jinými slovy, definiens nezachycuje charakteristické vlastnosti definienda (Inteligence je rozumové nadání.).
- reálné definice
  - existenciální definice - definiendum je na rozdíl od nominálních definicí vysvětlováno pro něj charakteristickými vlastnostmi a vztahy mezi nimi (Inteligence je schopnost chápání, samostatného myšlení, řešení situací, v nichž nelze použít návykového chování.)
  - genetické definice - definiendum je vysvětleno tím, že se vymezí jeho vznik (Frustrace je emocionální stav vznikající zablokováním uspokojování potřeb.). Často používaná podskupina genetických definic jsou operacionální definice, u nichž je definiens tvořen postupy (operacemi), jejichž provedením získáme definovaný pojem. Rozeznávají se:
měrné operacionální definice - definiens tvoří popis postupů, po jejichž vykonání můžeme definiendum identifikovat (Inteligence je to, co je měřeno inteligenčními testy.)
experimentální operacionální definice - definiens tvoří popis postupů, jejichž vykonáním definiendum vytvoříme nebo navodíme (např. recept jak upéct ovocný koláč).

Dále můžeme rozlišovat:
- analytické definice - vychází z obsahového rozboru již existujícího pojmu či výrazu, který se snaží objasnit. Užívá se zvláště v pedagogické praxi. U analytických definic má smysl hovořit o pravdivosti definice - definice je pravdivá tehdy, když správně a přesně vystihují skutečný význam, který definiendum v jazyce má. Z hlediska obsahové přiměřenosti musíme dávat pozor, aby definice nebyla[2][5] :
  - úzká definice - rozsah definiens je vlastní podmnožinou rozsahu definienda (Motorové vozidlo je dopravní prostředek poháněný benzínovým motorem.)
  - široká definice – rozsah definienda je vlastní podmnožinou rozsahu definiens (Lékař je člověk pracující ve zdravotnictví.)
  - posunutá definice (neboli křížová definice) - definice úzká i široká zároveň. Rozsahy definiens a definienda mají průnik, ale ani jeden není podmnožinou druhého (Lékař je člověk pracující v nemocnici. - ne všichni lékaři pracují v nemocnici a ne každý, kdo pracuje v nemocnici je lékař).
  - disjunktní definice - rozsahy definiens a definienda nemají žádný průnik (Molekula je nedělitelná částice hmoty.)
- syntetické definice (=definiční dohoda) - zavádí pomocí pojmů základních nebo dříve definovaných nový pojem nebo upřesňuje, popř. jej podle potřeby vědy modifikuje. Smyslem je tedy stanovit, v jakém významu se bude termín nyní užívat. U syntetických definic nemá smysl uvažovat o pravdivosti neboť jde o konvenci, takže rozsahy definiens a definienda se přesně kryjí - jsou sobě nevlastními podmnožinami.

## Další definice
- definice (programování)
- definice ukázáním
- definice výčtem
- extenzionální a intenzionální definice
- matematická definice
- ostenzivní definice
- verbální definice